# Chiralność cząsteczek

Dwie cząsteczki różnych enancjomerów tego samego związku chemicznego

Cząsteczki chiralne wykazują symetrię taką jak lewa i prawa dłoń

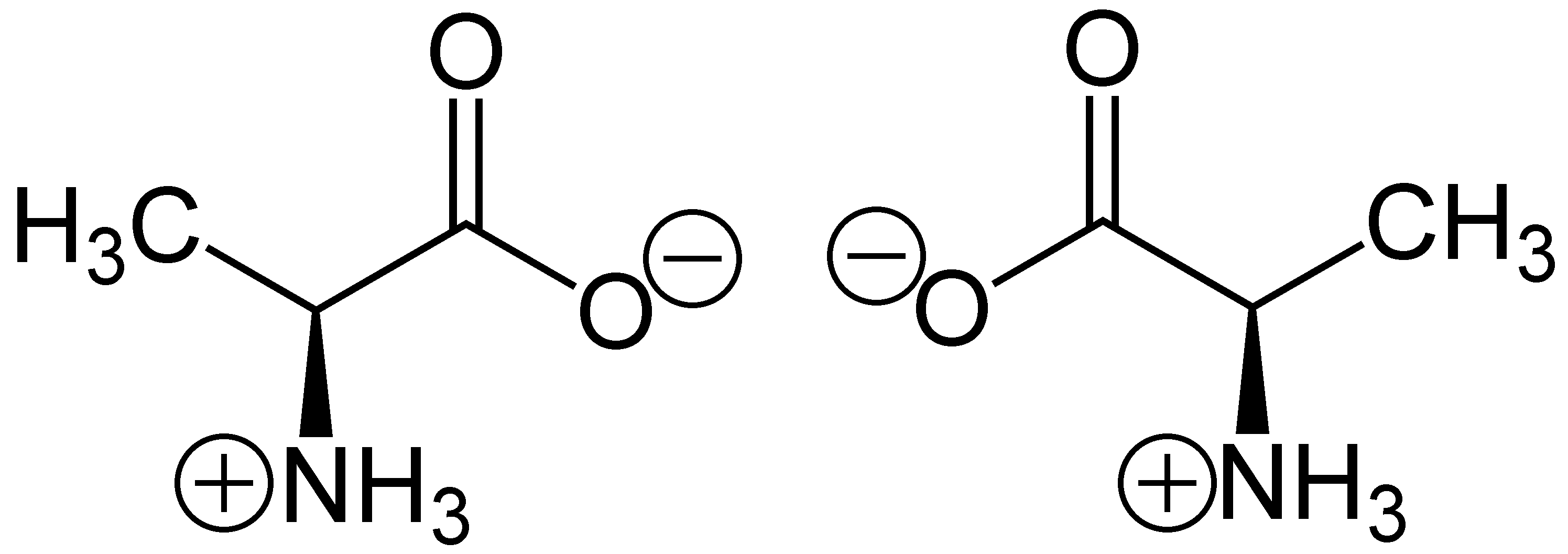
(S)-alanina (po lewej) i (R)-alanina (po prawej)

Chiralność (stgr. χείρ [kheír] – ’ręka’) – cecha cząsteczek chemicznych przejawiająca się w tym, że cząsteczka wyjściowa i jej odbicie lustrzane nie są identyczne i, podobnie jak wszystkie inne obiekty chiralne, nie można ich nałożyć na siebie na drodze translacji i obrotu w przestrzeni.
Cząsteczki chiralne występują w formie dwóch izomerów optycznych – enancjomerów. Oba enancjomery mają takie same właściwości chemiczne w środowisku achiralnym. Związki te cechuje tzw. aktywność optyczna, zwaną również czynnością optyczną. Jest to zdolność do skręcania o pewien kąt płaszczyzny światła spolaryzowanego liniowo. Skręcalność światła przez związki chiralne polega na różnej szybkości rozchodzenia się w nich dwóch składowych polaryzacji liniowej (polaryzacji kołowej prawo lub lewoskrętnej). Innym przejawem aktywności optycznej jest tak zwany dichroizm kołowy, polegający na tym, że związki chiralne przy odpowiednio dobranej długości fali pochłaniają silniej jedną ze składowych kołowych, o ile w ogóle mają jakieś pasmo absorpcji w zakresie podczerwieni, światła widzialnego lub nadfioletu. Oba te zjawiska wiążą się z anizotropią współczynnika załamania w takich cząsteczkach. Równomolowa mieszanina dwóch enancjomerów jest nazywana racematem lub mieszaniną racemiczną.
Cząsteczka jest chiralna wtedy i tylko wtedy, gdy nie ma inwersyjnej osi symetrii (z czego wynika automatycznie, że nie może mieć także płaszczyzny symetrii ani środka symetrii). Chiralność nie jest tym samym, co asymetria (tj. brak nietrywialnych elementów symetrii) – obiekt chiralny może mieć np. dwukrotną oś symetrii.
Chiralność jest ważnym pojęciem w stereochemii i biochemii. Wiele związków występujących w organizmach jest chiralna i występuje w przyrodzie w postaci homochiralnej, to oznacza że  w organizmach żywych zazwyczaj występuje tylko jeden z dwóch enancjomerów związku chiralnego, np. węglowodany, aminokwasy będące budulcem białek oraz kwasy nukleinowe. Z tego powodu organizmy, które spożywają związek chiralny, zazwyczaj mogą metabolizować tylko jeden z jego enancjomerów. Z tego samego powodu dwa enancjomery środka farmaceutycznego mają zwykle różną siłę bądź sposób działania na organizm.

## Rozróżnianie enancjomerów
Znane metody rozróżniania enancjomerów:
- NMR (spektroskopia rezonansu magnetycznego)
- Chromatografia
- Polarymetria
- Dichroizm kołowy